# Flotteur à flottabilité neutre
Un flotteur à flottabilité neutre ou à flottabilité nulle, aussi dénommé flotteur Swallow, ou « Swallow float » par les anglophones (en référence au nom de son inventeur, John Crossley Swallow) est un objet étanche conçu pour se maintenir passivement (sans dépense d'énergie) à une certaine profondeur où il ne se déplacera qu'au gré des courants.

Sa profondeur peut être initialement et définitivement prévue, ou (re)programmable. Contrairement à ce que son nom pourrait laisser penser, il ne flotte pas. On parle aussi parfois de bouée plutôt que de flotteur.
Un tel flotteur, plus ou moins automatisé, est au moins équipé d'un émetteur permettant de le tracer. Il peut peut aussi être équipé de capteurs, de préleveurs et de moyens plus sophistiqués de communication avec la surface. Une version plus sophistiquée est le planeur sous-marin.

## Principe
La flottabilité neutre (qui se manifeste quand le poids et la force de la poussée d'Archimède sur cet objet dans un fluide (la mer en général) s'annulent parfaitement : le corps flotte alors entre deux eaux et suit le courant qui existe à cette profondeur (alors qu'en surface, il serait aussi soumis à l'influence directe du vent).

## Histoire scientifique
Des « unités à flottabilité neutre et à dérive libre » ont été inventées et utilisées pour étudier la dérive d'un objet dans le courant (ou la force et direction du courant) à diverses profondeur.
Par exemple, entre les Bermudes, les Bahamas et Porto Rico, un flotteur Swallow a pu être suivi durant quatre mois à 1 100 m de profondeur via le « canal SOFAR » (qui agit dans la colonne d'eau comme une sorte de guide d'ondes pour le son, permettant aux ondes sonores de basse fréquence de circuler sur plusieurs milliers de kilomètres avant de se dissiper). Durant ces « quatre mois de vie », il a parcouru 300 km, conduit vers l'ouest par le courant (taux de dérive moyen : 2,8 cm/s), confirmant qu'il existe à cette profondeur un courant dépassant largement 100 × 106 m3/s. La trajectoire suivi par le flotteur laissait penser que ce courant pourrait être régi par la dynamique des ondes planétaires. L'étude a aussi mis en évidence de nettes oscillations inertielles, avec des périodes de courant stable, entrecoupées de brusques changements de la phase et de la fréquence d'oscillation quand la température de l'eau chutait de seulement +0,5 °C, évoquant un passage du flotteur d'une couche relativement bien mélangée à une autre.
Peu à peu, les progrès de l'électronique et de l'informatique embarqués, ont équipé divers variants de ces engins, utilisés pour des usages civils ou militaires, devenant de plus en plus autonome, précis et multifonctionnels,, méthodes de communication numérique subaquatique JANUS,.
Les versions modernes de ce flotteur peuvent par exemple embarquer :
- un accumulateur électrique et son électronique ;
- des capteurs (mesures physiques (acoustiques notamment), physicochimiques, biologiques...) ; par exemple, en 1986, dans une zone d'upwelling située en bordure nord du Gulf Stream (37°N, 73°W), pour à la fois décrire les changements simultanés de température, pression, mouvement des particules d'eau et (par une mesure de fluorescence) de teneur en chlorophylle a le long d'une surface isopycnale préalablement choisie[7] ;
- un système de prélèvement d'échantillon d'eau ou d'organismes, généralement automatique et programmé à une certaine fréquence d'échantillonnage ;
- une capacité mémoire / mémoire-tampon et d'enregistrement des données ;
- Un système de ballast réglant la profondeur du flotteur ;
- une boussole pour dériver le véritable « cap » de l'engin ;
- des horloges, un mini-ordinateur et ses logiciels, voire un système de type intelligence artificielle ;
- un équipement de communication (à un ou deux sens), intégrant par exemple un transducteur ITC (International Transducer Corporation) haute fréquence fonctionnant dans la gamme de 8 kHz pour localiser les flotteurs par des temps de parcours acoustiques différentiels. Le transducteur ITC permet de recevoir tout ou partie des données enregistrées par le flotteur, sur navire de recherche proche. Il permet aussi de modifier la profondeur de l'engin (via une action sur le ballast), ou de modifier la programmation du flotteur.

Le milieu marin profond étant naturellement froid, il permet avantageusement de refroidir passivement l'électronique embarquée.

## Limites
Après mise à l'eau, ou après une correction de profondeur, ou en présence d'un courant turbulent, il faut un certain délai avant que le flotteur soit parfaitement stabilisé à la profondeur sélectionnée (temps à prendre en compte pour l'analyse des données, si les capteurs sont fonctionnels dès la mise à l'eau). Plus exactement, il ne va pas se stabiliser en fonction d'une profondeur, mais d'une isopycne, c'est-à-dire à un certain niveau de densité de l'eau, niveau qui peut varier indépendamment de la profondeur en présence de zones de stratification induites par des variations de salinité et de température.
Le flotteur est en outre passif et souvent « aveugle ». Il peut éventuellement être pris dans un filet, bousculé par des poissons ou d'autres organismes (mammifères marins, calmars...), perturbé par un courant cisaillant ou une zone d'eau plus froide ou plus chaude, un upwelling ou endo-upwelling..., ce que les logiciels et/ou analystes des données doivent, tant que possible, ensuite comprendre et prendre en compte.
Le matériau (ex : métal, verre, plexiglas, etc.) et ses variations de températures, l'électronique embarquée, la forme de l'engin (forme de boule souvent) peuvent parasiter certains signaux électriques, électromagnétiques ou acoustiques via des phénomènes de réflexion/réverbération ou résonance, par exemple sur la sphère de verre du flotteur. Quand le flotteur émet un ping, ce dernier est réverbéré par le fond et par la surface, avec un écho ensuite enregistré par l'engin. Un flotteur de fond profond peut « écouter » un autre flotteur de fond, et parfois (dans un fond au relief complexe) il n'y a pas de chemin acoustique direct d'un flotteur à l'autre, mais via un chemin réfléchi par la surface de l'eau, le ping peut être entendu puis analysé.
Quand un groupe de flotteurs est utilisé, des filtres et algorithme de filtre permettent à l'analyste de distinguer et localiser les flotteurs les uns par rapport aux autres.

## Prospective
Dans le futur, la maîtrise de la physique quantique pourrait éventuellement permettre d'installer une boussole quantique, un ordinateur quantique ou un système de cryptographie quantique, notamment.